# Ал рок фест
Ал рок фест (енгл. Al Rock Fest), раније Србија рокс (енгл. Srbija Rocks), музички је фестивал који се сваке године у другој половини августа одржава у Алексинцу. Највећи део програма одвија се на Стадиону за мале спортове Таш, а по потреби се активирају и друге локације. Фестивал траје од једног до три дана, а први пут је приређен 20. августа 2016. године. Улаз је бесплатан.

## Досадашња издања фестивала
| Година      | Датуми     | Локација                   | Програм | Изв.                 |  |
| ----------- | ---------- | -------------------------- | --- | -------------------- |  |
| Србија рокс |            |                            | |                      |  |
| 2016. (1)   | 20. август | Стадион Таш                | Транџе · · Новембар · Самостални референти · Ничим изазван · Марчело | [ 1 ] [ 2 ]          |  |
|             |            |                            | |                      |  |
| 2017. (2)   | 25. август | Стадион Таш                | Деца лоших музичара · Мортал комбат · Бјесови · Црвени картон · Бампер Исцелитељ                                                                                                | [ 3 ] [ 4 ]          |  |
| Ал рок фест |            |                            | |                      |  |
| 2018. (3)   | 31. август | Стадион Таш                | ЗАА · Човек без слуха · | [ 5 ] [ 6 ]          |  |
|             |            |                            | |                      |  |
| 2019. (4)   | 29. август | Дом омладине               | пројекција документарног филма Заробљено време, посвећеног животу и раду музичког новинара Петра Пеце Поповића; гости на пројекцији сам Поповић и аутор филма Милан Никодијевић | [ 7 ] [ 8 ] [ 9 ]    |  |
| 2019. (4)   | 30. август | плато испред Дома културе  | Људи у глави · Крушевац гето | [ 7 ] [ 8 ] [ 9 ]    |  |
| 2019. (4)   | 31. август | Стадион Таш                | · Електрични оргазам · Артан Лили | [ 7 ] [ 8 ] [ 9 ]    |  |
|             |            |                            | |                      |  |
| 2020. (5)   | 2. октобар | Дом културе                | Канда, Коџа и Небојша | [ 10 ] [ 11 ] [ 12 ] |  |
|             |            |                            | |                      |  |
| 2021. (6)   | 25. август | плато испред Дома културе  | · АлРок диносауруси · · | [ 13 ] [ 14 ]        |  |
| 2021. (6)   | 26. август | двориште Завичајног музеја | промоција књиге Како сам аутостопом стигао до Гиниса, аутора Драгана Аранђеловића Арчија; гости на промоцији новинари Петар Јањатовић и Зоран Пановић                           | [ 13 ] [ 14 ]        |  |
| 2021. (6)   | 26. август | Дом културе                | отварање изложбе плоча · наступ: Милан Петковић трио | [ 13 ] [ 14 ]        |  |
| 2021. (6)   | 27. август | Стадион Таш                | · | [ 13 ] [ 14 ]        |  |
|             |            |                            | |                      |  |
| 2022. (7)   | 19. август | двориште Завичајног музеја | · ЦД министар · Бампер Исцелитељ | [ 15 ] [ 16 ] [ 17 ] |  |
| 2022. (7)   | 20. август | Дом културе                | Јасмина Трумбеташ Петровић · Попечитељи · 357 | [ 15 ] [ 16 ] [ 17 ] |  |
|             |            |                            | |                      |  |
| 2023. (8)   | 17. август | Дом културе                | отварање изложбе фотографија са Ал рок феста 2022. · музичка подршка: Борис Милојевић                                                                                           | [ 18 ] [ 19 ] [ 20 ] |  |
| 2023. (8)   | 18. август | Стадион Таш                | Појаве · Прљави инспектор Блажа и Кљунови · Неверне бебе | [ 18 ] [ 19 ] [ 20 ] |  |
|             |            |                            | |                      |  |
| 2024. (9)   | 16. август | двориште Завичајног музеја | отварање изложбе фотографија са Ал рок феста 2023. · Глог · | [ 21 ]               |  |
| 2024. (9)   | 17. август | Градски парк Брђанка       | Его · Исказ · | [ 21 ]               |  |